# Los Rodríguez
Los Rodríguez foi uma banda de rock hispano - argentina formada na Espanha por dois argentinos e dois espanhóis, que desenvolveu sua carreira na década de 1990. Em sua formação teve grande músicos como Andrés Calamaro, Ariel Rot e Julian Infante.

## Discografia

### Álbuns
- Buena suerte (1991)
- Disco pirata (Directo 1992)
- Sin documentos (1993)
- Palabras más, palabras menos (1995)
- Hasta luego (Recopilatorio 1996)
- Para no olvidar (Recopilatorio 2002)

### Compactos
- "Engánchate conmigo" (1991)
- "A los ojos" (1991)
- "Dispara" (1991)
- "No estoy borracho" (1992)
- "Dulce condena" (1993)
- "Sin documentos" (1993)
- "Salud (dinero y amor)" (1993)
- "Mi rock perdido" (1994)
- "Milonga del marinero y el capitán" (1995)
- "Palabras más, palabras menos" (1995)
- "Aquí no podemos hacerlo" (1995)
- "Todavía una canción de amor" (1995)
- "Para no olvidar" (1996)
- "Mucho mejor" (1996)
- "Mucho mejor -Directo-" (1996)
- "Mi enfermedad (versión 96)" (1996)
- "Copa rota" (1996)
- "Estoy sintiéndolo tanto" (1996)